# Honda Spirior
Der Honda Spirior ist eine Mittelklasse-Limousine des japanischen Automobilherstellers Honda.

## 1. Generation (2008–2014)
Die erste Generation des Honda Spirior ist nahezu baugleich mit der Limousine der achten Accord-Generation.

## 2. Generation (2014–2018)
Die zweite Generation des Honda Spirior debütierte auf der Beijing Motor Show im April 2014 als Konzeptfahrzeug. Sie basiert auf dem Acura TLX und somit auch auf der neunten Generation des Honda Accord. In China kam das Fahrzeug Ende 2014 in den Handel. Gebaut wurde die Limousine bei Hondas chinesischem Joint Venture Dongfeng Honda Automobile. Ende 2018 wurde das Fahrzeug durch den Honda Inspire ersetzt.

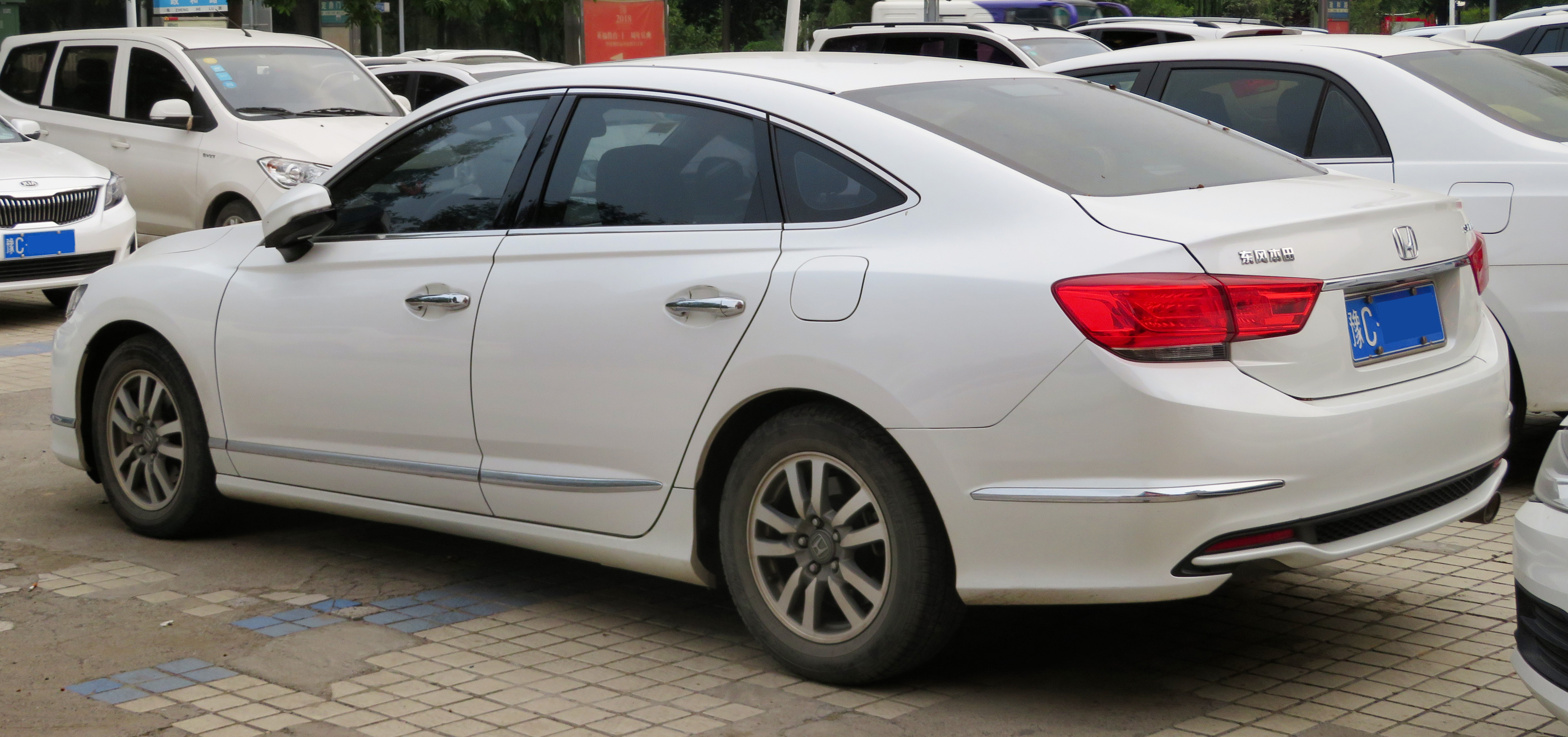
Heckansicht
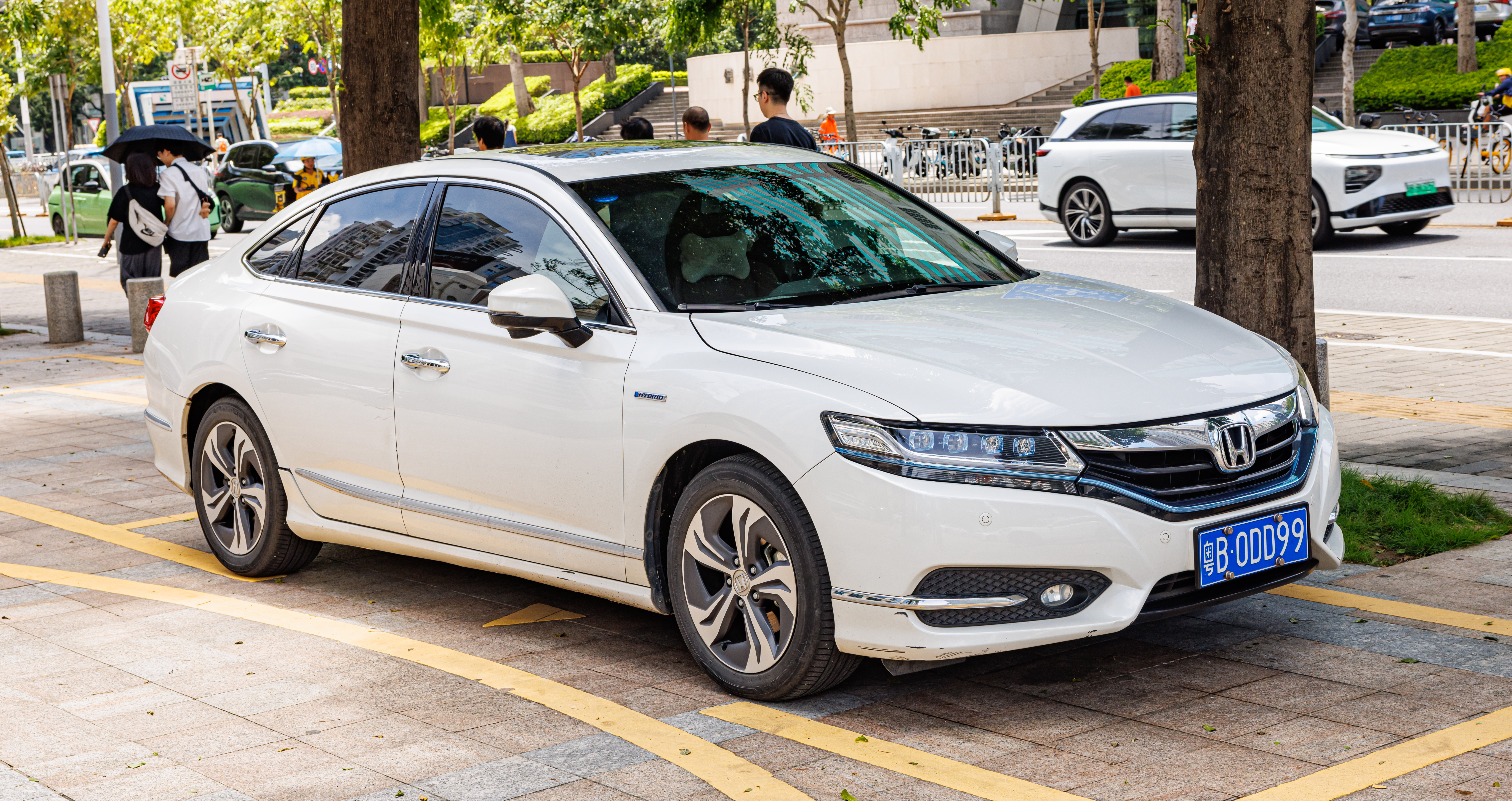
Honda Spirior Sport Hybrid (2014–2018)
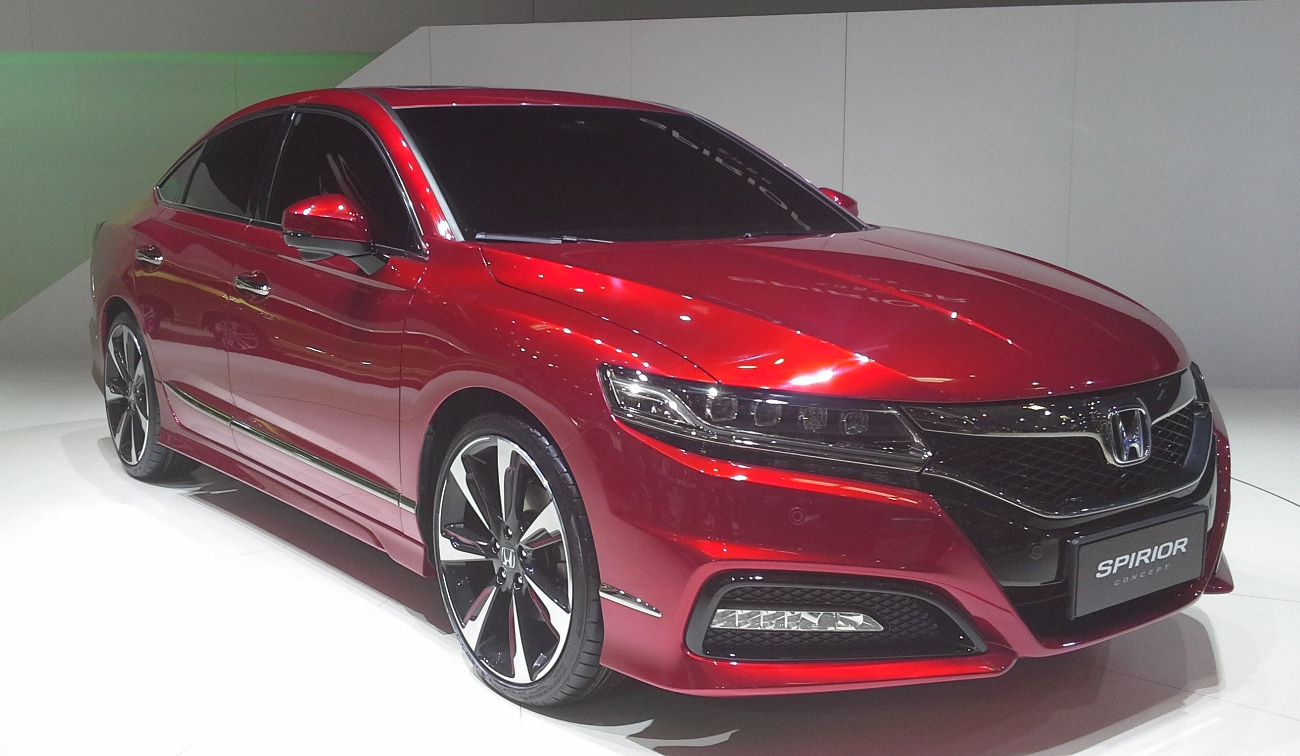
Honda Spirior Concept auf der Beijing Motor Show 2014
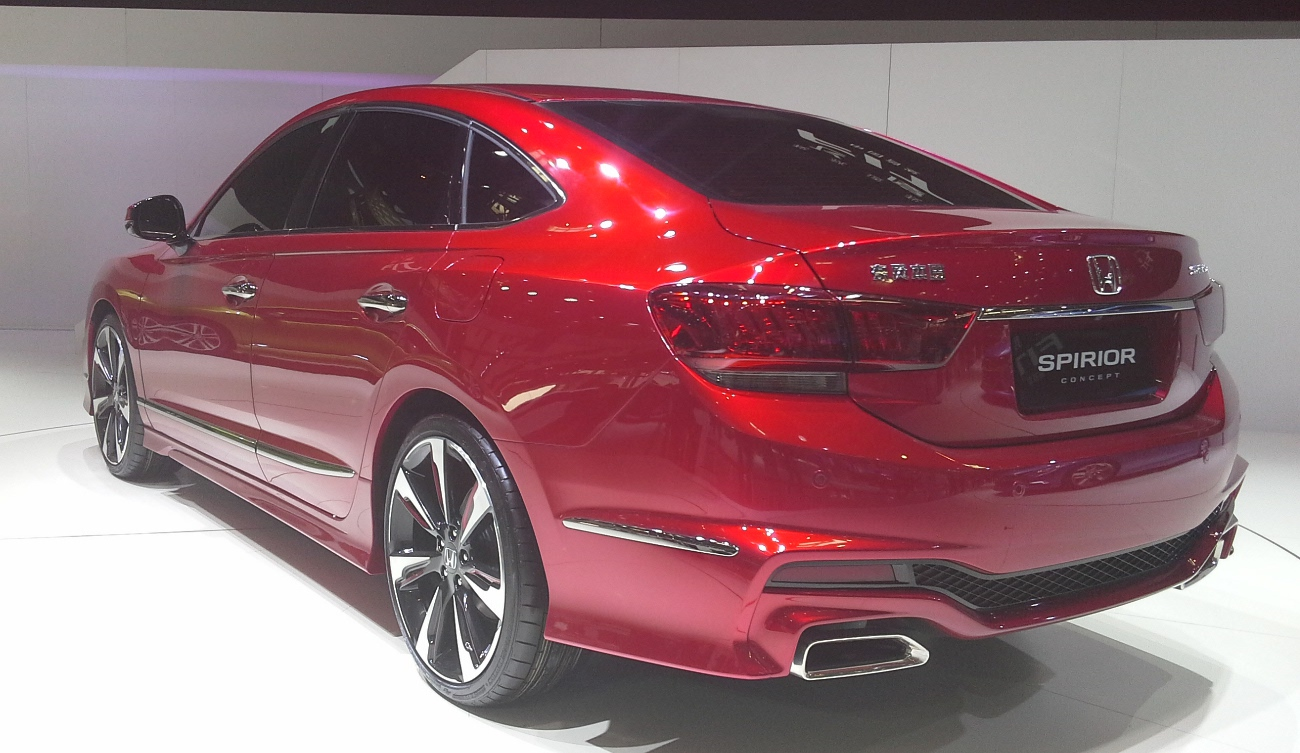
Heckansicht

### Technische Daten
|                                  | 2.0 i-VTEC                   | 2.4                              | 2.4 Si                           | 2.0 Sport Hybrid             |
| Motor                            | Motor                        | Motor                            | Motor                            | Motor                        |
| -------------------------------- | ---------------------------- | -------------------------------- | -------------------------------- | ---------------------------- |
| Bauzeitraum                      | 12/2014–08/2018              |                                  |                                  |                              |
| Motortyp                         | Ottomotor                    | Ottomotor                        | Ottomotor                        | Ottomotor + Elektromotor     |
| Motorbauart                      | R4                           | R4                               | R4                               | R4                           |
| Hubraum                          | 1997 cm³                     | 2354 cm³                         | 2354 cm³                         | 1993 cm³                     |
| Verdichtungsverhältnis           | 10,6 : 1                     | 11,6 : 1                         | 11,6 : 1                         | 13,0 : 1                     |
| Leistung, Verbrennungsmotor      | 114 kW (155 PS) bei 6500/min | 153 kW (208 PS) bei 6800/min     | 153 kW (208 PS) bei 6800/min     | 107 kW (146 PS) bei 6200/min |
| Leistung, Elektromotor           | —                            | —                                | —                                | 135 kW (184 PS)              |
| Systemleistung                   | —                            | —                                | —                                | 158 kW (215 PS)              |
| Drehmoment, Verbrennungsmotor    | 190 Nm bei 4300/min          | 247 Nm bei 4500/min              | 247 Nm bei 4500/min              | 175 Nm bei 4000/min          |
| Drehmoment, Elektromotor         | —                            | —                                | —                                | 315 Nm                       |
| Kraftübertragung                 |                              |                                  |                                  |                              |
| Antrieb, serienmäßig             | Vorderradantrieb             | Vorderradantrieb                 | Vorderradantrieb                 | Vorderradantrieb             |
| Getriebe, serienmäßig            | Stufenloses Getriebe         | 8-Stufen-Doppelkupplungsgetriebe | 8-Stufen-Doppelkupplungsgetriebe | Stufenloses Getriebe         |
| Messwerte                        |                              |                                  |                                  |                              |
| Höchstgeschwindigkeit            | 210 km/h                     | 230 km/h                         | 236 km/h                         | 182 km/h                     |
| Beschleunigung 0 auf 100         | 11,9 s                       | 8,6 s                            | 8,7 s                            | 8,4 s                        |
| Kraftstoffverbrauch (kombiniert) | 6,8 l Super                  | 7,3 l Super                      | 7,3 l Super                      | 4,2 l Super                  |
| Tankinhalt                       | 65 l                         | 65 l                             | 65 l                             | 60 l                         |